# Списак владара из династије Немањића
Ово је списак владарa из лозе Немањића. Укупно их је било 10. А династија је најдуже владала Србијом.
Владари из Светородне (Немањићке) династије имали су три владарске титуле:
- велики жупан (коришћена 1166/1168—1217; види: велики жупани Србије)
- краљ (коришћена 1217—1346; види: краљеви Србије)
- цар (коришћена 1346—1371; види: цар Срба и Грка)

## О династији
Немањићи су средњовековна српска династија која је најдуже владала Србијом. Династија је названа по Стефану Немањи, оснивачу династије који је повезан са Вукановићима по мушкој линији и са Војислављевићима по женској линији. У династији има једанаест владара, с тим што се династија наставља бочном, женском линијом у династију Лазаревића, а касније и Бранковића, који владају делом Срба до прве половине шеснаестог века.

## Задужбине
- Стефан Немања I — Богородица, Ђурђеви ступови, Хиландар, Студеница, Свети Никола и Свети Ђорђе.
- Стефан Немања II — Жича, Придворица и Богородица.
- Стефан Радослав — додаје припрату Студеници.
- Стефан Владислав — Милешева.
- Стефан Урош I — Сопоћани.
- Стефан Драгутин — Свети Ахилије.
- Стефан Милутин — Свети Јован, Бањска, Свети Ђорђе, Грачаница, Богородица, Српски манастир Светих архангела у Јерусалиму.
- Стефан Урош III — Дечани.
- Стефан Урош IV Душан — Свети Архангели, започео Матејче.
- Стефан Урош V — Довршио Матејче.

## Списак владара
| #  | Владар                     | Портрет        | Владао              | Напомене | Задужбина            |
| -- | -------------------------- | -------------- | ------------------- | --- | -------------------- |
| 1  | Стефан Немања              | Стефан Немања  | 1166—1196           | - Син Завиде; - Замонашио се и престо препустио свом другорођеном сину.                                                          | Хиландар             |
| 2  | Стефан Немањић Првовенчани | Стефан Немањић | 1196—1202 1204—1228 | - Син Стефана Немање; - Велики жупан од 1196 до 1217 (са прекидом 1202—1204), краљ од 1217 до 1228; - Владао све до своје смрти. | Жича                 |
| 3  | Вукан Немањић              |                | 1202—1204           | - Старији син Стефана Немање; |                      |
| 4  | Стефан Радослав            |                | 1228—1234           | - Син Стефана Првовенчаног; - Владао све до своје смрти.                                                                         | Студеница (припрата) |
| 5  | Стефан Владислав           |                | 1234——1243          | - Син Стефана Првовенчаног; - Предао престо свом брату.                                                                          | Милешева             |
| 6  | Стефан Урош I              |                | 1243—1276           | - Син Стефана Првовенчаног; - Побуњен од стране сина Драгутина.                                                                  | Сопоћани             |
| 7  | Стефан Драгутин            |                | 1276—1282           | - Син Уроша I; - Поломио ногу и престо препустио брату. - Краљ Срема 1282—1316                                                   | Црква Светог Ахилија |
| 8  | Стефан Милутин             |                | 1282—1321           | - Син Уроша I; - Владао све до своје смрти.                                                                                      | Грачаница            |
| 9  | Стефан Константин          |                | 1321—1322           | - Син Стефана Милутина; - Погинуо у рату за престо са братом Стефаном Дечанским.                                                 |                      |
| 10 | Стефан Урош III Дечански   |                | 1322—1331           | - Син Стефана Милутина; - Умро у заробљеништву.                                                                                  | Високи Дечани        |
| 11 | Стефан Душан Силни         |                | 1331—1355           | - Син Стефана Дечанског; - краљ од 1331 до 1346, цар од 1346 до 1355; - Владао све до своје смрти.                               | Свети архангели      |
| 12 | Стефан Урош V Нејаки       |                | 1355—1371           | - Син Стефана Душана; - Владао све до своје смрти.                                                                               | Матејче              |

### Друго
| Владар          | Портрет | Владао    | Напомене | Задужбина     |
| --------------- | ------- | --------- | --- | ------------- |
| Јелена Анђел    |         | 1276–1309 | - Жена Уроша I; - Српска краљица (1245–1276) - Владарка Зете, Травуније, Плава и Горњег Ибра (1276–1309).                                                         | Градац        |
| Владислав II    |         | 1316—1325 | - Син Стефана Драгутина; - Краљ Срема. | Тавна         |
| Симеон Урош     |         | 1359—1370 | - Син Стефана Дечанског; - Самопроглашен цар - Епирски деспот (1359—1366) - Деспот од Тесалије (1359—1370).                                                       |               |
| Јован Урош      |         | 1370—1373 | - Син Симеона Уроша; - Самопроглашен цар - Деспот од Тесалије (1370—1373).                                                                                        | Велики Метеор |
| Марија Ангелина |         | 1384—1385 | - Ћерка Симеона Уроша; - Владарка Епира. |               |
| Милица          |         | 1389–1393 | - Ћерка Вратка Немањића, жена Лазара Хребељановића; - Српска кнегиња (1371–1389) - Владала Моравском Србијом док је њен син, кнез Стефан Лазаревић, био малолетан | Љубостиња     |